# Centurió

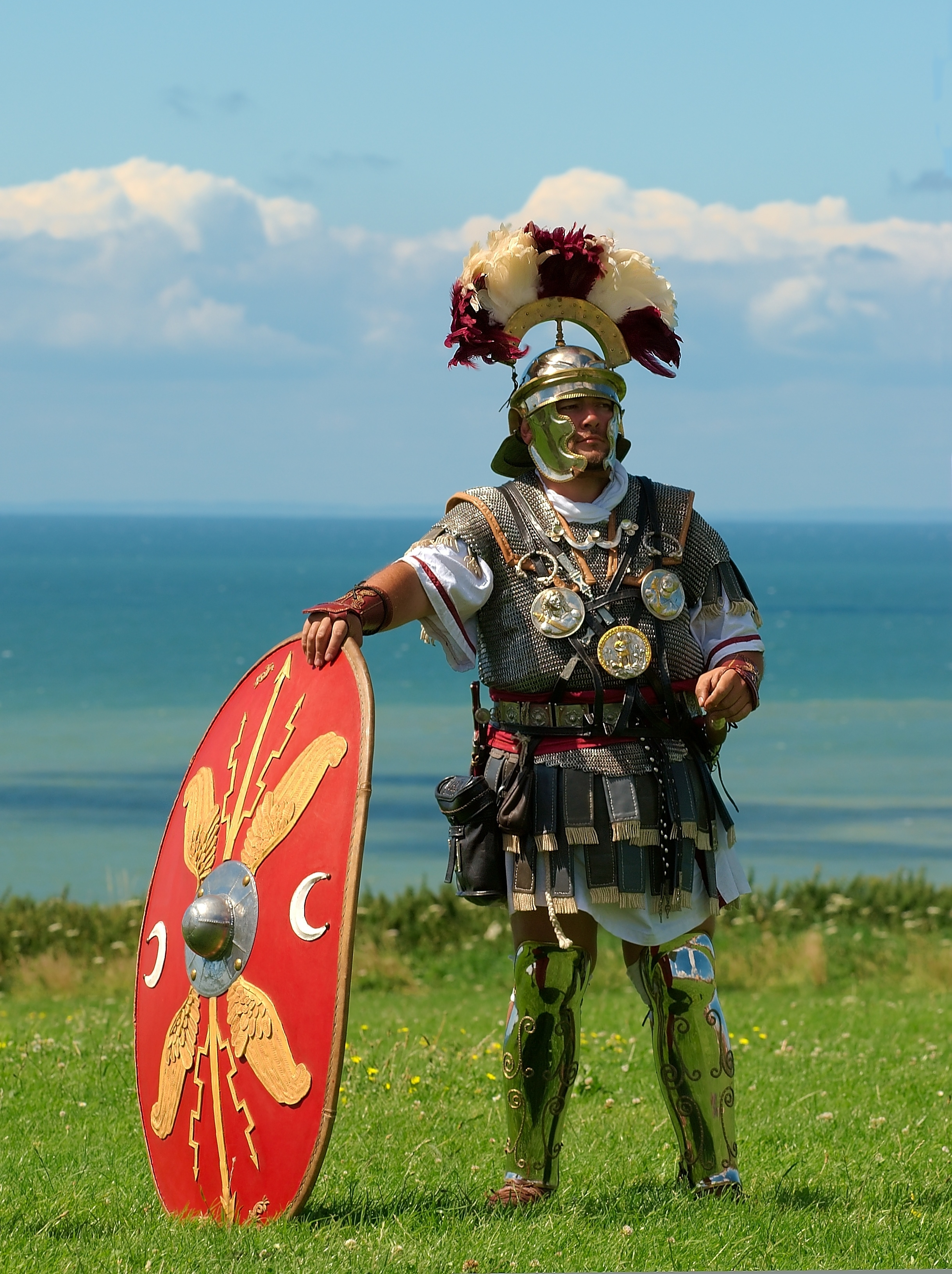
Aspecte d'un centurió de l'any 70 dC

El centurió (centurio) era un oficial de l'exèrcit romà que a les legions romanes comandava una centúria, formada cadascuna per 80 homes, tret que la centúria formés part de la Primera cohort, que tenia el doble de soldats. En la seva tasca estava assistit per un optione, que l'ajudava en la tàctica i el manteniment de la disciplina, per un signifer, el que portava el signum o insígnia de la legió i que n'era el tresorer i un tesserarius, que subministrava les contrasenyes i actuava d'oficial d'enllaç. Els centurions tenien diverses categories, essent la més alta el Primipilus, o primer centurió de la primera cohort, i la més baixa el darrer centurió de la darrera cohort. El seu grau, comparant-lo amb els actuals seria equivalent entre el de tinent el més baix i comandant el Primipilus.
Eren oficials amb funcions tàctiques i administratives i s'escollien per les seves capacitats de resistència i de comandament. El seu nom no prové del fet que dirigissin cent homes, sinó que deriva de centúria, una unitat militar, administrativa i política de característiques civils. Una centúria a l'exèrcit no va tenir mai cent homes, sinó que oscil·lava durant la República Romana entre els trenta d'una centúria de triaris i els seixanta dels hastats. Cap a finals del segle ii aC la centúria tenia vuitanta homes. Una legió romana constava de 10 cohorts numerades de l'I al X. Una cohort estava formada per 3 maniples i cada manípul per 2 centúries, però la I cohort estava formada per 5 centúries dobles.
Els centurions portaven un bastó de comandament que normalment era un sarment d'un cep de vinya com a símbol d'autoritat, que utilitzaven per castigar, si calia, els soldats poc destres en els exercicis d'entrenament i amb el que colpejaven els que s'endarrerien a la batalla.